# Renescure

Renescure este o comună în departamentul Nord, Franța. În 1 ianuarie 2022 avea o populație de 2.130 de locuitori.